# Saison 2023-2024 de l'Olympique lyonnais
Maillots
Chronologie
Saison précédente Saison suivante
La saison 2023-2024 de l'Olympique lyonnais est la 74e saison de l'histoire du club, et la 35e consécutive en Ligue 1.
Après le plus mauvais début de saison de l'histoire du club en première division, l'entraîneur Laurent Blanc est remplacé par Fabio Grosso dès le mois de septembre. Ce dernier a été limogé par le club le 30 novembre. Depuis, Pierre Sage assure l'intérim.

## Préparation d'avant-saison
Les joueurs font leur rentrée le 6 juillet, avant de partir pour un stage aux Pays-Bas trois jours plus tard. Ils resteront neuf jours dans la province du Gueldre, et disputeront leur premier match amical face à De Treffers, une équipe de troisième division. Par la suite, l'Olympique lyonnais affrontera Manchester United à Édimbourg. Un match amical est aussi organisé face au RWD Molenbeek, club aussi détenu par John Textor. Ensuite, les Lyonnais iront en Espagne rencontrer le Celta Vigo, puis iront à Londres affronter Crystal Palace, un club aussi détenu par la holding Eagle Football.
Le premier match amical face à De Treffers est remporté 2 à 1 grâce à des buts de joueurs de retour de prêt : Tino Kadewere et Jeff Reine-Adélaïde sur penalty. Les Néerlandais avaient ouvert le score en deuxième période des onze mètres.
Ensuite, l'OL perd contre Manchester United sur la plus petite des marges avec un but de Donny van de Beek après la reprise.
Lors du match suivant, les Lyonnais perdent sur 1 à 0 face au RWD Molenbeek.
Le même résultat est concédé face au Celta Vigo le week-end suivant.
Les joueurs de Laurent Blanc enchaînent une quatrième défaite consécutive sur le terrain de Crystal Palace avec une défaite 2-0. De plus, Anthony Lopes se blesse à la tête sur le deuxième but et doit déclarer forfait pour au moins le premier match de la saison.

## Transferts

### Mercato d'été
Le jeune Mahamadou Diawara signe son premier contrat professionnel à l'OL en provenance du Paris Saint-Germain. Islamdine Halifa signe son premier contrat pro qui sera effectif à partir de 2024.
Skelly Alvero arrive en provenance du FC Sochaux-Montbéliard contre 4 M€ plus 1 en bonus, ainsi qu'un intéressement de 10 % sur une éventuelle plus-value future. Il signe un contrat de cinq saisons.
Le latéral droit angolais Clinton Mata s'engage pour trois ans en provenance de Club Bruges pour un montant de 5 M€.
Le défenseur central croate Duje Ćaleta-Car est prêté avec obligation d'achat par Southampton pour 1,5 M€ et une option d'achat à 3,6 M€.
Ainsley Maitland-Niles rejoint le club gratuitement depuis la fin de son contrat à Arsenal.
Le défenseur irlandais Jake O'Brien rejoint le club depuis Crystal Palace pour 1million d'euros et après avoir été prêté à Molenbeek la saison dernière.
L'OL enregistre l'arrivée de Mama Baldé en provenance de Troyes, sous la forme d'un prêt payant de 2 M€ et avec une option d'achat de 6 M€. Le même jour, l'arrivée d'Ernest Nuamah est officialisée, toujours sous la forme d'un prêt avec une option d'achat estimée à 25 millions d'euros plus bonus de 4 millions d'euros .
Le dernier jour du mercato, le milieu défensif Paul Akouokou rejoint l'OL contre 3 M€. L'ailier Diego Moreira est lui prêté par Chelsea contre 2,8 M€. 
Le Valencia CF lève l'option d'achat de Cenk Özkaçar fixée à 5 M€. Arrivés en fin de contrat, Houssem Aouar rejoint l'AS Roma et Julian Pollersbeck le FC Magdebourg. Moussa Dembélé part quant à lui à Al-Ettifaq en Arabie saoudite. Les jeunes formés au club Kayne Bonnevie et Yahya Soumaré rejoignent librement respectivement Quevilly Rouen Métropole et l'US Orléans.
Aprs quatre saisons passées au club, Thiago Mendes s'envole pour le Qatar et le club d'Al-Rayyan. Romain Faivre est vendu pour 15 M€ à Bournemouth qui le prête instantanément au FC Lorient. Abdoulaye Ndiaye rejoint Troyes contre 3,5 M€. Camilo quitte le club sans avoir disputé un seul match avec l'équipe première et rejoint l'Akhmat Grozny. Le contrat de Youssouf Koné est résilié et ce dernier rejoint le RWD Molenbeek. Amin Sarr est prêté avec une option d'achat de 15 M€ au VfL Wolfsburg. Bradley Barcola est transféré au Paris Saint-Germain contre 45 M€ d'euros plus 5 de bonus. Jeff Reine-Adélaïde est quant à lui cédé gratuitement à Molenbeek, tout comme le jeune offensif sénégalais Pathé Mboup.
Le jeune Sekou Lega est prêté sans option d'achat et pour une saison au SC Bastia. Après son prêt lors des six derniers mois au FC Volendam, Florent Sanchez est à nouveau prêté, cette fois au RWD Molenbeek. Le gardien Mathieu Patouillet est prêté sans option d'achat au FC Sochaux-Montbéliard, fraîchement relégué administrativement en National. Irvyn Lomami est prêté sans option d'achat au Stade lavallois.
L'organisation sportive est restructurée avec l'arrivée de Matthieu Louis-Jean comme directeur du recrutement et de Martin Buchheit comme directeur de la performance. L'entraîneur adjoint Cláudio Caçapa, en poste depuis 2016, quitte le club pour devenir entraîneur principal du RWD Molenbeek, après avoir effectué un court intérim à Botafogo. L'ancien directeur du centre de formation Jean-François Vulliez intègre le staff en qualité d'adjoint.

### Changement d’entraîneur et staff de septembre 2023
Le 11 septembre 2023, Laurent Blanc est démis de ses fonctions après le mauvais début de saison historique du club (1 seul point en 4 matchs). Ses adjoints Franck Passi et Philippe Lambert quittent eux aussi le club. L'intérim est assuré par l'entraîneur adjoint Jean-François Vulliez, ainsi que Sonny Anderson et Jérémie Bréchet.
Cinq jours plus tard, l'ancien joueur italien de l'OL Fabio Grosso est nommé au poste d'entraîneur et prendra ses fonctions le lendemain de la réception du Havre. Il s'engage pour une saison plus une autre en option, et arrive avec quatre adjoints : Raffaele Longo (adjoint), Mauro Carretta (analyste vidéo), Francesco Vaccariello (préparateur physique), ce dernier assisté par Vittorio Carello (préparateur et analyste datas athlétiques).

### Mercato d'hiver
Les premières recrues du mercato hivernal sont les Brésiliens Lucas Perri et Adryelson, qui arrivent contre 7 M€ de Botafogo, un club membre du groupe Eagle dirigé par John Textor. Le jeune Malick Fofana est recruté à La Gantoise contre 17 M€ plus 5 de bonus. Gift Orban arrive aussi en provenance de La Gantoise contre 20 M€ dont 8 de bonus, et devient le premier joueur originaire du Nigeria de l'histoire de l'OL. Après plusieurs jours de tractations, l'expérimenté Nemanja Matić arrive en provenance de Rennes contre 2,6 M€. Le dernier jour du mercato, Orel Mangala arrive au club en provenance de Nottingham sous la forme d'un prêt de 11,7 M€ avec une option d'achat fixée à 17,5 M€. Alors que son transfert est annulé dans un premier temps pour des oublis administratifs du côté de West Ham, Saïd Benrahma est finalement bien prêté à Lyon contre 6 M€ et avec une option d'achat qui s'élève à 14,4 M€. L'Olympique lyonnais est alors le club le plus dépensier d'Europe au cours du mercato hivernal, avec un peu plus de 55 millions d'euros dépensés.
Le coach Pierre Sage, nommé dans un premier temps pour assurer l'intérim, est prolongé jusqu'à la fin de la saison, et voit son staff renforcé par les arrivées de Jamal Alioui et Damien Della Santa au poste d'adjoints.
Du côté des départs, Tino Kadewere est prêté avec option d'achat au FC Nantes dès les premiers jours du mercato. Jeffinho retourne en prêt à Botafogo pour l'année civile 2024. Le deuxième gardien Rémy Riou est libéré de ses six derniers mois de contrat pour rejoindre le Paris FC. Le jeune défenseur Mamadou Sarr est prêté à Molenbeek jusqu'à la fin de la saison. Le prêt de Diego Moreira en provenance de Chelsea prend fin après seulement six mois passés au club. Skelly Alvero est prêté au Werder Brême avec option d'achat pour un montant de 250 K€.

## Effectif

### Joueurs prêtés
Le tableau suivant liste les joueurs en prêts pour la saison 2023-2024.

### Joueurs réservistes
Le tableau suivant liste les joueurs de l'équipe réserve évoluant au sein du club pour la saison 2023-2024. Les noms en gras indiquent les joueurs ayant déjà été convoqués en équipe première.

## Compétitions

### Championnat de France
L'OL commencera sur sa saison sur le terrain du RC Strasbourg et la finira aussi contre les Alsaciens.

#### Classement
| Rang | Équipe                 | Pts | J  | G  | N  | P  | Bp | Bc | Diff | Qualification ou relégation                                                     |
| ---- | ---------------------- | --- | -- | -- | -- | -- | -- | -- | ---- | ------------------------------------------------------------------------------- |
| 4    | LOSC Lille             | 59  | 34 | 16 | 11 | 7  | 52 | 34 | +18  | Qualification pour le troisième tour de qualification de la Ligue des champions |
| 5    | OGC Nice               | 55  | 34 | 15 | 10 | 9  | 40 | 29 | +11  | Qualification pour la phase de ligue de la Ligue Europa                         |
| 6    | Olympique lyonnais     | 53  | 34 | 16 | 5  | 13 | 49 | 55 | −6   | Qualification pour la phase de ligue de la Ligue Europa                         |
| 7    | RC Lens                | 51  | 34 | 14 | 9  | 11 | 45 | 37 | +8   | Qualification pour les barrages de la Ligue Conférence                          |
| 8    | Olympique de Marseille | 50  | 34 | 13 | 11 | 10 | 52 | 41 | +11  |                                                                                 |

#### Journées 1 à 4
L'Olympique lyonnais commence sa saison sur la pelouse de Strasbourg. Après une bonne première mi-temps qui voit notamment Lacazette trouver le poteau, les Alsaciens marquent à deux reprises en seconde période grâce à Jean-Ricner Bellegarde, buteur sur coup franc excentré puis passeur pour Mothiba. En fin de match, Nicolás Tagliafico réduit la marque mais cela ne suffit pas pour éviter la défaite, la première depuis vingt ans pour l'OL lors d'un premier match de championnat.
Pour sa première au Groupama Stadium, les Lyonnais reçoivent Montpellier. Les Héraultais mènent deux buts à zéro à la pause après des buts d'Arnaud Nordin, qui profite directement d'une erreur de relance du gardien Rémy Riou, et de Musa Al-Taamari. En seconde mi-temps, Al-Taamari inscrit un doublé, puis Alexandre Lacazette réduit l'écart avant de se faire exclure pour une faute d'énervement. En fin de rencontre, Akor Adams parachève le large succès montpelliérain. L'OL perd donc ses deux premiers matchs de championnat, une première depuis 57 ans et la saison 1966-1967. Lacazette est par la suite suspendu pour deux rencontres par la Commission de discipline de la LFP et manquera les matchs face à Nice et Paris.
Les joueurs de Laurent Blanc remportent leur premier point de la saison sur le terrain de l'OGC Nice, au terme d'un match nul et vierge et caractérisé par le faible nombre d'occasions de but obtenues par les deux équipes.
Face au Paris Saint-Germain, les Lyonnais encaissent quatre buts en première mi-temps. Dès la deuxième minute de jeu, Manuel Ugarte provoque la faute de Tolisso dans la surface, et la sentence est transformée par Kylian Mbappé. À la 20e minute de jeu, Achraf Hakimi conclut de près une offensive parisienne. Lancés à travers une défense lyonnaise apathique, Marco Asensio puis Kylian Mbappé alourdissent la marque avant la pause. En seconde période, l'OL réduit le score par l'intermédiaire d'un penalty obtenu par Nicolás Tagliafico et transformé par Corentin Tolisso. La fin de match est marquée par l'entrée sous ses nouvelles couleurs parisiennes de Bradley Barcola trois jours après son départ de Lyon, et se voit copieusement sifflé par le public. L'Olympique lyonnais s'incline finalement 4-1 et se retrouve alors à la dernière place du classement pour la première fois depuis 1983 (hors 1re journée), avec 1 seul point en 4 matchs, son plus faible total de l'histoire dans l'élite.

#### Journées 5 à 8
Après l'arrivée la veille de Fabio Grosso, l'OL est dirigé par Jean-François Vulliez pour la rencontre face au promu havrais. Malgré la relative domination lyonnaise, le score reste nul et vierge à l'issue de la rencontre.
Les Lyonnais se déplacent sur la pelouse du Stade brestois pour la première de Fabio Grosso sur le banc lyonnais. Les Brestois dominent largement la rencontre et butent dans un premier temps sur Anthony Lopes ou sur ses montants, avant de marquer le but de la victoire à trois minutes du terme sur une tête de Steve Mounié.
Contre le Stade de Reims, les Gones dominent le début de rencontre avant de concéder l'ouverture du score juste avant la mi-temps, Marshall Munetsi étant à la conclusion d'un centre de Junya Ito. En deuxième période, les Rémois doublent la mise par Yunis Abdelhamid qui est à la réception une reprise d'Ito repoussée par Lopes. L'Olympique lyonnais pointe alors à la dernière place du classement après cette nouvelle défaite.
Lyon reçoit ensuite le FC Lorient, qui occupe la position de barragiste. Les Bretons ouvrent le score grâce à Eli Junior Kroupi d'une frappe enroulée depuis l'extérieur de la surface de réparation. L'OL égalise ensuite après une reprise d'Ernest Nuamah pour son premier but sous ses nouvelles couleurs. La minute suivante, bien servi par Jeffinho, Alexandre Lacazette permet à son équipe de reprendre les commandes, l'OL menant au score pour la première fois de la saison. Avant la pause, Jeffinho obtient un penalty transformé par Lacazette. Kroupi réduit l'écart en deuxième mi-temps puis Darlin Yongwa égalise d'une frappe lointaine à dix minutes du terme. L'Olympique lyonnais passe la trêve à l'avant-dernière place.

#### Journées 9 à 12
Au cours de la réception du Clermont Foot alors dernier du championnat, l'OL concède rapidement le premier but du match, Muhammed Cham reprenant de la tête un centre de Shamar Nicholson, qui a peut-être touché le ballon au départ de l'action. Yohann Magnin double ensuite la mise  par une frappe depuis l'extérieur de la surface. Avant la mi-temps, les Gones trouvent la barre transversale par Alexandre Lacazette mais rentrent au vestiaire avec deux buts de retard. En début de seconde période, Corentin Tolisso, entré en jeu à la mi-temps, adresse un centre dévié dans son propre but par Florent Ogier. Malgré quelques autres occasions, les Lyonnais ne parviennent pas à renverser le match et occupent à l'issue du match la dernière place du championnat.
Alors que l'Olympique lyonnais doit se rendre à Marseille pour y affronter l'OM, leur car est attaqué à proximité du Stade Vélodrome, victime notamment de caillassage. Un objet contondant atteint notamment l'entraîneur Fabio Grosso au visage, ce dernier arrivant au stade le visage ensanglanté, alors que son adjoint Raffaele Longo est lui aussi touché à l’œil. Fabio Grosso se verra alors poser 12 points de suture dans l'enceinte du stade. Six cars de supporters lyonnais sont eux aussi caillassés, et plusieurs blessés sont à déplorer. Quelques minutes avant le début présumé du match, la rencontre est officiellement annulée. Cet évènement est notamment condamné par la Ministre des Sports Amélie Oudéa-Castéra et le président de la FIFA Gianni Infantino sur les réseaux sociaux. Au cours de cette soirée chaotique, des incidents racistes en provenance du parcage lyonnais sont aussi remarqués. Trois enquêtes sont ouvertes par le Tribunal judiciaire de Marseille à la suite de ces incidents. Comme les incidents ont eu lieu sur la voie publique, l'Olympique de Marseille n'est pas sanctionné par la LFP, et le match est reporté au 9 décembre prochain. En mars 2024, deux supporters lyonnais sont condamnés à six et quatre mois de prison ferme, aménageables sous bracelet électronique, ainsi qu'à trois ans d'interdiction de stade.
Après une semaine agitée par les incidents du week-end précédent à Marseille, l'OL reçoit le FC Metz. Dès la première minute de jeu, Mama Baldé perd son face à face avec Alexandre Oukidja, qui devra sortir sur blessure après un autre duel avec l'attaquant bissau-guinéen. En fin de première période, Anthony Lopes est mis à contribution à deux reprises par Ablie Jallow. Peu après la reprise, le gardien remplaçant messin Guillaume Dietsch réalise un arrêt réflexe sur sa ligne face à Alexandre Lacazette. En fin de rencontre, les Messins ouvrent le score d'une frappe depuis l'extérieur de las surface d'Ablie Jallow. Alors que l'OL repart à l'attaque dans les derniers instants, ils égalisent par l'intermédiaire de Skelly Alvero qui inscrit son premier but en Ligue 1. Avec seulement 4 points en 10 matchs de championnat, les Lyonnais restent derniers du championnat.
En déplacement sur la pelouse du Stade rennais, les joueurs de Fabio Grosso se retrouvent en supériorité numérique dès la 5e minute de jeu après l'exclusion de Guéla Doué pour une semelle sur le tibia de Nicolás Tagliafico. Après une domination plutôt stérile en première mi-temps, les Lyonnais ouvrent le score pour la première fois de la saison après l'heure de jeu grâce à une tête de Jake O'Brien, qui inscrit son premier but en Ligue 1. L'OL remporte ainsi sa première victoire de la saison après 12 journées de championnat, mais reste à la dernière place du classement.

#### Journées 13 à 17
Après la trêve internationale, l'OL cherche à rester sur la dynamique acquise après sa première victoire de la saison à Rennes. Mais les joueurs lyonnais manquent leur réception de Lille, concédant deux buts en première période signés Jonathan David et Tiago Santos d'une frappe lointaine. En seconde période, malgré de nombreuses réorganisations tactiques infructueuses et des occasions nettes pour Mama Baldé en particulier, les Lyonnais concèdent leur quatrième défaite à domicile de la saison. 
Quatre jours après cette nouvelle déconvenue, Fabio Grosso et ses adjoints sont mis à pied après seulement une victoire en huit matchs dirigés. L'intérim est confié à Pierre Sage, le directeur du centre de formation. 
Pour le premier match avec Pierre Sage à la tête de l'équipe, l'Olympique lyonnais se rend au Stade Bollaert-Delelis pour affronter le RC Lens. Et comme il y a deux matchs à Rennes, Jake O'Brien ouvre le score d'une reprise sur corner. Mais le défenseur irlandais manque son intervention dix minutes plus tard, ce qui permet à Wesley Saïd de jouer et remporter son duel face à Anthony Lopes et d'égaliser. Après une parade décisive de Brice Samba devant Alexandre Lacazette après un mouvent collectif réussi, les deux équipes rentrent au vestiaire à égalité. Peu après la reprise, les Lensois obtiennent un penalty obtenu par David Pereira da Costa devant Skelly Alvero, qui est transformé par Przemysław Frankowski. À nouveau à réception d'un corner, O'Brien inscrit un doublé pour permettre aux Lyonnais d'égaliser. Mais ce retour n'est que de courte durée puisque deux minutes plus tard, Frankowski inscrit lui aussi son deuxième but du match après une reprise touchée par Dejan Lovren devant sa ligne. À l'orée du temps additionnel, Florian Sotoca est exclu directement pour un tacle sur Nicolás Tagliafico mais ce sont bien les Lensois qui remportent les trois points à l'issue de la rencontre même si le match de l'OL est vu comme encourageant.
En milieu de semaine suivante, les Lyonnais retournent jouer à Marseille après le report entraîné par le caillassage du 29 octobre. Les Marseillais ouvrent le score après 20 minutes de jeu par l'intermédiaire de Vitinha. Quatre minutes plus tard, Pierre-Emerick Aubameyang, déjà passeur sur le premier but phocéen, adresse un centre repris victorieusement par Amir Murillo au deuxième poteau. En début de deuxième mi-temps, Vitinha donne une passe décisive à Aubameyang, inversant alors les rôles joués sur le premier but. Même si la tentative de Bilal Nadir échoue sur le poteau, les Lyonnais repartent de Marseille avec une lourde défaite.
Après avoir enchaîné deux défaites en moins d'une semaine, Pierre Sage dirige sa première recontre à domicile contre Toulouse. Après 25 minutes de jeu, Alexandre Lacazette est à l'affut d'un corner dévié par Jake O'Brien pour ouvrir le score, avant de doubler la mise quelques minutes plus tard, en reprenant une volée de Corentin Tolisso ayant d'abord échoué sur le poteau. Dans les arrêts de jeu de la première période, Anthony Lopes concède un penalty pour avoir fauché Gabriel Suazo, mais se reprend en repoussant la tentative de Thijs Dallinga depuis les 11 mètres. À dix minutes du terme, Lacazette inscrit un triplé, une nouvelle fois en reprenant un ballon mal dégagé par la défense toulousaine. L'Olympique lyonnais remporte ainsi son premier match à domicile de la saison après 7 tentatives infructueuses.
En déplacement sur le terrain de l'AS Monaco, l'OL concède de nombreuses occasions avec de nombreux arrêts d'Anthony Lopes, et un poteau trouvé par Mohamed Camara. Pour autant, trois entrants lyonnais vont permettre à l'OL d'inscritre le seul but du match à cinq minutes du terme, Ainsley Maitland-Niles combine avec Tino Kadewere avant de servir Jeffinho qui conclut l'action. Avec cette deuxième victoire d'affilée, les Lyonnais quittent la place de lanterne rouge occupée depuis le 23 octobre.
L'Olympique lyonnais reçoit ensuite le FC Nantes avec l'objectif de remporter une troisième victoire de suite et de quitter la zone rouge avant la trève hivernale. Et les joueurs de Pierre Sage y parviennent, en inscrivant l'unique but du match en début de deuxième période à la suite d'une accélération de Rayan Cherki qui sert victorieusement Alexandre Lacazette. Malgré l'exclusion en fin de match de Dejan Lovren pour une semelle sur le mollet de Mostafa Mohamed, les lyonnais tiennent leur victoire et passent la trève hors des places synonymes de relégation.

#### Journées 18 à 21
Après une bonne série avant la trêve, l'OL souhaite poursuivre sa dynamique en début d'année 2024 avant d'aborder son déplacement au Havre pour la première rencontre de la phase retour. Mais ce sont les Havrais qui ouvrent le score par l'intermédiaire de Gautier Lloris sur corner, avant que Jake O'Brien ne soit exclu à la demi-heure de jeu pour une semelle sous le genou de Daler Kouziaïev. Peu après la reprise, Emmanuel Sabbi double la mise pour les locaux, mais Alexandre Lacazette réduit l'écart cinq minutes plus tard. Les joueurs du club doyen n'attendent que moins de dix minutes avant de marquer un nouveau but, par Christopher Operi d'une frappe depuis l'extérieur de la surface. En fin de match, Duje Ćaleta-Car est lui aussi exclu par Gaël Angoula pour un tacle par derrière dans le camp havrais. Avec cette défaite, le club lyonnais retombe à la place de barragiste.
La première mi-temps de la réception du Stade rennais est catastrophique, avec trois buts encaissés dont un doublé de l'ancien lyonnais Martin Terrier entrecoupé par une réalisation de Désiré Doué. En deuxième mi-temps, Henrique, rentré à la pause, inscrit son premier et seul but avec l'Olympique lyonnais. En fin de partie, Alexandre Lacazette marque un nouveau but, mais cela n'est pas suffisant pour éviter une nouvelle défaite.
Sur l'engagement du match face à l'Olympique de Marseille, Amine Harit tente une frappe depuis le rond central, qui échoue sur la barre transversale d'Anthony Lopes. Le seul buteur du match est Alexandre Lacazette à la conclusion d'un centre d'Ernest Nuamah. En fin de match, Ainsley Maitland-Niles dégage sur propre barre transversale un ballon piqué de Pierre-Emerick Aubameyang qui prenait la direction des filets. Avec cette victoire, l'OL quitte définitivement la zone de relégation.
L'Olympique lyonnais en déplacement à Montpellier, concède le premier but de la rencontre inscrit par Arnaud Nordin de la tête. À un quart d'heure du terme, Alexandre Lacazette égalise à l'issue d'un exploit personnel d'une frappe en angle fermé. Moins de dix minutes plus tard, Maxence Caqueret permet à Lyon d'arracher la victoire d'une frappe remarquable depuis l'extérieur de la surface de réparation sous la barre transversale. Alors que le club était provisoirement retombé à la place de barragiste quand il était mené, les Lyonnais remportent finalement une troisième victoire consécutive toutes compétitions confondues et remontent à la 13e place.

#### Journées 22 à 26
Lyon reçoit l'OGC Nice, alors dauphin du Paris Saint-Germain, et ouvre le score par l'intermédiaire de sa recrue hivernale Orel Mangala, pour son premier but en rouge et bleu. Malgré un poteau trouvé par les Niçois avant l'ouverture du score, et une domination azuréenne en deuxième période, la défense lyonnaise tient bon et l'OL remporte son troisième match de Ligue 1 consécutif.
En déplacement à Metz, l'Olympique lyonnais concède l'ouverture du score, inscrite par un joueur formé au club, Georges Mikautadze, qui profite d'une mauvaise passe de Gift Orban pour éliminer Jake O'Brien d'un grand pont avant de battre Anthony Lopes d'un ballon piqué. Juste avant la pause, Alexandre Lacazette contrôle une frappe ratée de Clinton Mata qu'il reprend de volée pour égaliser. En deuxième période, Saïd Benrahma, entré à la pause, marque son premier but avec l'OL après son arrivée au mercato hivernal. C'est un nouveau succès pour les joueurs de Pierre Sage qui remontent à la 10e place du classement.
Au Parc Olympique lyonnais face à Lens, l'OL s'avance sans son capitaine Alexandre Lacazette, blessé en fin de match de Coupe de France face à Strasbourg. Les Lyonnais trouvent d'abord le poteau sur une frappe d'Orel Mangala, puis voient leur gardien Anthony Lopes réaliser un arrêt décisif sur une reprise d'Elye Wahi à bout portant. Lens ouvre finalement le score avant la pause, Florian Sotoca prolongeant de la tête à bout portant une tentative de David Pereira da Costa. En début de deuxième mi-temps, Lens obtient un penalty, Maxence Caqueret contrant de la main une frappe de Nampalys Mendy. La sanction est transformée par Elye Wahi et les Lensois doublent la mise. En fin de match, Ainsley Maitland-Niles est exclu directement pour avoir déséquilibré Wesley Saïd en position de dernier défenseur. Sur un corner, Kevin Danso parachève le large succès lensois, le premier revers de l'OL depuis fin janvier face à Rennes.
Toujours privé de Lacazette en attaque, les Gones se déplacent à Lorient pour essayer de remporter une première rencontre sans leur capitaine et meilleur buteur. Après la pause, le latéral droit Clinton Mata centre pour son homologue du côté gauche Nicolás Tagliafico, qui devance Pános Katséris pour ouvrir le score de la tête. Une dizaine de minutes plus tard, Mama Baldé inscrit son premier but avec Lyon depuis son arrivée à l'été, mettant fin à une série de 18 matchs sans marquer en Ligue 1. L'OL retrouve ainsi la victoire après sa large défaite contre Lens.
De retour après deux matchs d'absence, Alexandre Lacazette est à la reprise d'une tentative de Corentin Tolisso ayant heurté le poteau pour ouvrir le score sur le terrain de Toulouse. En début de deuxième mi-temps, les Toulousains renversent la vapeur grâce à des réalisations de Thijs Dallinga puis de Vincent Sierro sur penalty, après une faute d'Ernest Nuamah. Entre alors en jeu Rayan Cherki, qui égalise d'une frappe en force entre les jambes de Guillaume Restes, avant de donner une passe décisive sur corner à Jake O'Brien, buteur de la tête pour offrir une victoire à l'OL au terme d'un match renversant.

#### Journées 27 à 30
Alors que l'Olympique lyonnais remonte au classement, le club reçoit le Stade de Reims. Ce sont les Rémois qui ouvrent la marque en début de seconde période par Joseph Okumu à la reprise d'une tête de Yunis Abdelhamid ayant échoué sur le poteau après un corner. Dix minutes plus tard, l'OL égalise grâce à deux entrants, Ernest Nuamah étant à la conclusion de la tête d'un centre de Saïd Benrahma. En fin de match, Anthony Lopes sauve ses coéquipiers en réalisant un arrêt décisif sur une tentative lointaine d'Amir Richardson. Avec ce match nul, l'OL manque de se rapprocher de son adversaire du soir.
En déplacement dans un stade de la Beaujoire à huis clos pour une sanction disciplinaire, les Lyonnais concèdent à nouveau l'ouverture du score, inscrite par Matthis Abline, qui coupe de la tête un centre de Florent Mollet. Alors que les Gones sont dominés en première période, ils réagissent à un quart d'heure du terme avec l'égalisation d'Alexandre Lacazette qui contre un dégagement de la défense nantaise après deux arrêts d'Alban Lafont sur la même action. Deux minutes plus tard, Malick Fofana, entré trois minutes plus tôt, marque d'une frappe au premier poteau pour son premier but en Ligue 1. Pour la dernière occasion de la rencontre, Mama Baldé est auteur d'un rush solitaire puis sert Gift Orban qui conclut l'action et entérine la victoire lyonnaise.
L'OL reçoit le Stade brestois. Corentin Tolisso marque l'unique but de la première période à la 18e minute puis, en seconde période, les brestois prennent l'avantage entre la 60e et la 67e grâce à un but de Steve Mounié et un doublé de l'ancien lyonnais Romain Del Castillo (1-3). Les lyonnais remontent au score en douze minutes grâce aux buts d'Alexandre Lacazette (70e) et de Nicolás Tagliafico (79e), soit trois buts partout. La fin de match est tendue et marquée par l'expulsion de Tagliafico pour Lyon et Pierre Lees-Melou côté Brest, les deux équipes finissant à 10. Les lyonnais l'emportent finalement 4-3 au terme d'un match fou grâce à un penalty réussi par Ainsley Maitland-Niles après seize minutes de temps additionnel et remontent à la 7e place.
En déplacement au parc des Princes, l'OL voit Nemanja Matić marquer contre son camp au bout de trois minutes de jeu avant que Lucas Beraldo ne marque trois minutes plus tard et permette au Paris Saint-Germain de mener 2-0. Gonçalo Ramos marque le troisième but à la 32e minute avant que Ernest Nuamah, à la 37e minute ne marque le premier but lyonnais (3-1). Ramos marque un second but à la 42e minute permettant au PSG de mener et finalement gagner 4-1. L'OL retombe à la 9e place.

#### Journées 31 à 34
Après sa défaite face au leader parisien, l'Olympique lyonnais reçoit l'AS Monaco. Après l'ouverture du score d'entrée de Wissam Ben Yedder, les lyonnais réagissent au milieu de la première mi-yemps avec deux buts en cinq minutes signés Alexandre Lacazette et Saïd Benrahma. En seconde mi-temps, Ben Yedder double la mise avant que Malick Fofana ne marque le but de la victoire à la 84e minute, l'OL monte à la 8e place.
En déplacement sur la pelouse du Lille OSC, l'OL encaisse deux buts en première mi-temps d'Edon Zhegrova et de Bafodé Diakité. L'OL remonte à 2-1 grâce à un but de Benrahma puis le match s'emballe dans les dernières minutes : Fofana marque et égalise à la 82e, avant que Diakhité ne redonne l'avantage (3-2) trois minutes plus tard. Trois minutes après, à la 88e, Lacazette revient à 3-3 avant que Mama Baldé ne marque le but de la victoire dans les arrêts de jeu d'un nouveau match à rebondissements.
En déplacement sur le terrain du Clermont Foot 63, l'OL s'impose d'un but d'Orel Mangala à la 53e minute, permettant au club de remonter à la 7e place.
Pour la dernière journée, l'OL reçoit le RC Strasbourg. Lacazette ouvre le score à la 40e minutes puis, en seconde mi-temps, Habib Diarra permet aux strasbourgeois d'égaliser à la 63e minute. Le score ne bouge pas jusqu'au penalty sifflé en faveur des lyonnais dans les arrêts de jeu. Alexandre Lacazette le met au fond, permettant aux lyonnais de l'emporter 2-1 et de monter à la 6e place du classement, aidés par l'égalisation surprise de Montpellier face à Lens, et d'accrocher une qualification inespérée en Ligue Europa alors que le club était avant-dernier à la trêve hivernale.

### Coupe de France
L'entrée des clubs de Ligue 1 en coupe de France se fait au stade des 32e de finale. L'OL parvient en finale de cette Coupe de France après avoir éliminé successivement Pontarlier, Bergerac, Lille, Strasbourg et Valenciennes.
En raison des travaux de mise à niveau du stade de France pour les Jeux olympiques et paralympiques de Paris, la finale est délocalisée à Villeneuve-d'Ascq, au stade Pierre-Mauroy,. C'est la première fois dans l'histoire de la compétition qu'une finale est disputée hors de la région parisienne (toutes les précédentes finales se sont disputées à Paris ou dans sa proche banlieue).
Le Paris Saint-Germain l'emporte 2-1 face à l'OL.

## Recompense individuelle
L'équipe pour le championnat de France 2023-2024
- Equipe type de la 8eme journée :  Jeffinho[104]
- Equipe type de la 12eme journée : Sael Kumbedi et Jake O'Brien[105]
- Equipe type de la 15eme journée : Alexandre Lacazette[106]
- Equipe type de la 16eme journée : Maxence Caqueret et Anthony Lopes[107]
- Equipe type de la 20eme journée : Ernest Nuamah[108] et Ainsley Maitland-Niles
- Equipe type de la 21eme journée : Maxence Caqueret (2) [109]
- Equipe type de la 22eme journée : Ainsley Maitland-Niles (2)[110]
- Equipe  type de la 23eme journée : Nemenja Matic[111]
- Equipe type de la 25eme journée : Nemenja Matic ( 2) et Clinton Mata[112]
- Equipe type de la 26eme journée : Jake O'Brien ( 2 )[113]
- Equipe type de la 31eme journée : Alexandre Lacazette ( 2) [114]
- Equipe type de la 32eme journée : Ainsley Maitland-Niles ( 3)
- Equipe type de la 33eme journée : Rayan Cherki [115]

Joueur du mois UNFP
- Joueur du mois d'avril : Alexandre Lacazette [116]
- nommé pour le titre de joueur du mois de décembre: Alexandre Lacazette
- Nomination pour être meilleur espoir : Rayan Cherki [117]